# Odetta
Odetta (Birmingham (Alabama), 1930 - Nova York, 2008) fou una cantant i activista afroamericana.

## Discografia
- El primer disc d'Odetta Odetta and Larry (1954), fet amb Larry Mohr.
- El seu primer disc en solitari és Odetta sings ballads and blues, del 1956.

Altres discs seus són: 
- My eyes have seen (1960)
- Ballads for americans
- Odetta and the blues (1962)
- Odetta sing folk songs (1963)
- Odetta sings Dylan (1965)
- Odetta (1967) i altres àlbums
- Odetta sings (1970)
- To Ella (90's)
- Gonna let it shine, el seu últim àlbum, nominat als premis Grammy.

A part, també apareix en altres àlbums com:
- Newport folk festival (1959)

## Treballs sobre Odetta
La importància d'Odetta es reflecteix en el documental de Martin Scorsese: No direction home i la seva influència segueix essent palpable en cantautores com Tracy Chapman.